# 陳羽緁
陳羽緁（1993年1月24日—），台灣歌手。畢業于華岡藝校，主修京劇與爵士舞蹈（New Jazz），在校內為華藝青年冠軍。2017年2月加入創作團體南拳媽媽，7月個人受邀擔任中國兒童歌唱節目《新聲有范》評審導師，12月南拳媽媽推出最新單曲《奇蹟》。

## 作品

### 音樂作品
- 2017年12月單曲《奇蹟》

```
 2019年6月單曲《一瞥餘光》
```

### 影視演出經歷
- 偶像劇《花是愛》
- 偶像劇《逆光青春》

### 歌唱演出經歷
- 《超強17練習生》歌唱節目踢館選手
- 《我要當歌手》
- 《超級偶像》

### 舞臺劇演出經歷
- 《海上情緣 Anything Goes 》與許慧欣於 國家戲劇院演出

## 外部連結
- 陳羽緁的Facebook專頁
- 陳羽緁的新浪微博
- 陳羽緁的Instagram帳戶